# Kaufhaus Hettlage (München)

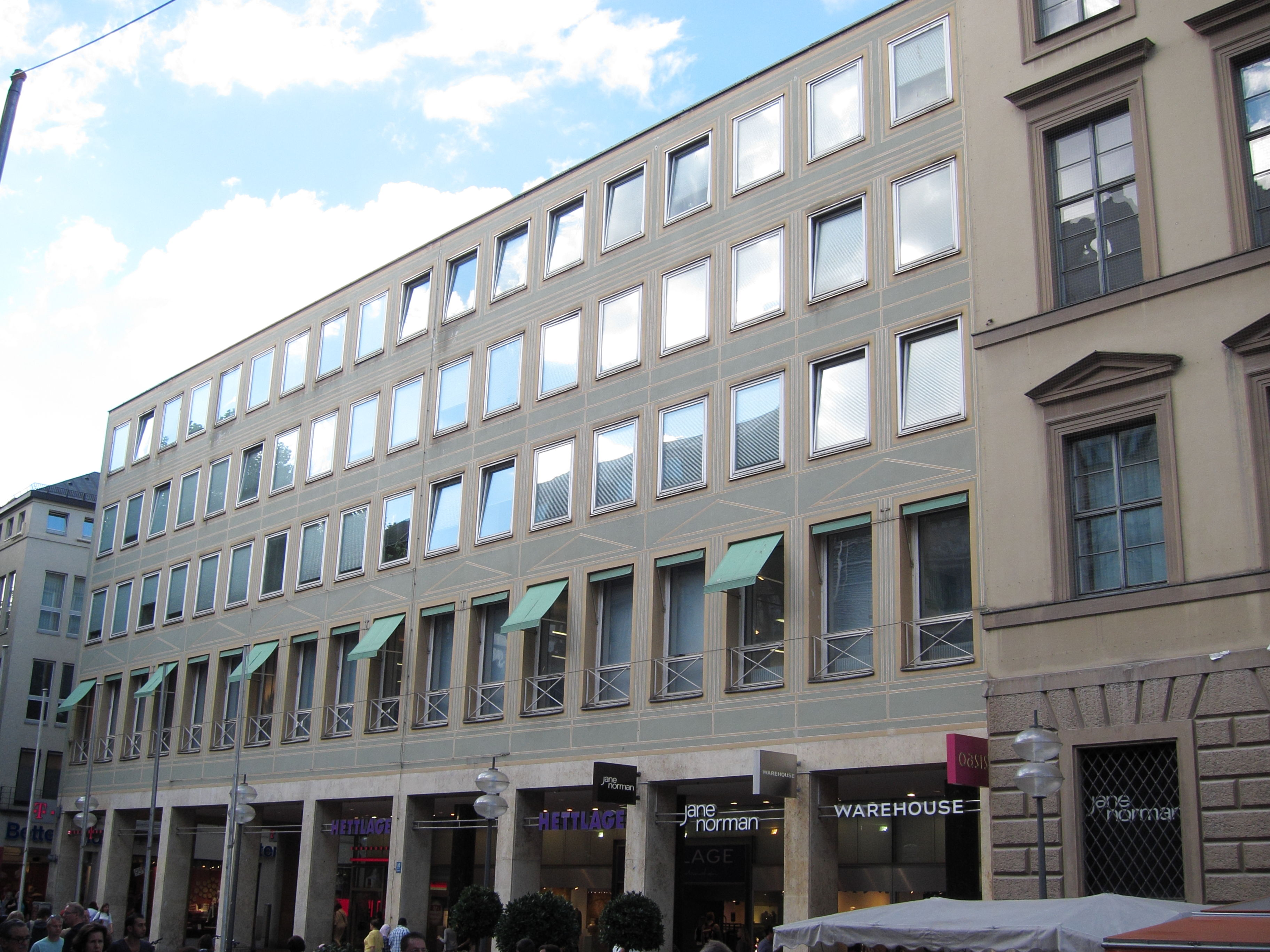
Fassade des Kaufhauses Hettlage zur Neuhauser Straße

Das Kaufhaus Hettlage ist ein Geschäftshaus im Zentrum der bayerischen Landeshauptstadt München. Es gehörte zum Unternehmen Hettlage und wurde zwischen 1953 und 1955 nach Plänen des Architekten Josef Wiedemann an der Stelle des im Zweiten Weltkrieg zerstörten Westflügels der Alten Akademie errichtet.
Wiedemann schuf in Stahlbetonskelettbauweise einen schlichten fünfgeschossigen kubischen Bau mit verputzter Lochfassade. Die Fassade wird durch gleichmäßig angeordnete Fensterreihen gegliedert. Im Erdgeschoss erschließt eine weiträumige Arkade den Zugang zum Gebäude und den Auslagen.
Der Maler Hermann Kaspar schuf die Fassadenbemalung, deren geometrische Formen mit dem historischen Giebelbau der Alten Akademie korrespondieren.
Das Gebäude steht unter Denkmalschutz (Nummer D-1-62-000-7902).
Das Gebäude wurde vom Freistaat Bayern an das Textilhandelsunternehmen Hettlage vermietet. Nach der Aufteilung von Hettlage gehörte es seit 1961 zur Firma Hettlage Süd, die 2004 in Insolvenz ging. Ein Investor übernahm das Modehaus, der es im März 2012 schloss, da große Modernisierungsmaßnahmen notwendig gewesen seien. Ende 2013 übernahm die österreichische Immobiliengruppe Signa Holding vom Freistaat Bayern den Gebäudekomplex aus Alter Akademie und ehemaligem Kaufhaus Hettlage für 240 Millionen Euro im Erbbaurecht für 65 Jahre.